# 西澳防兔栅栏

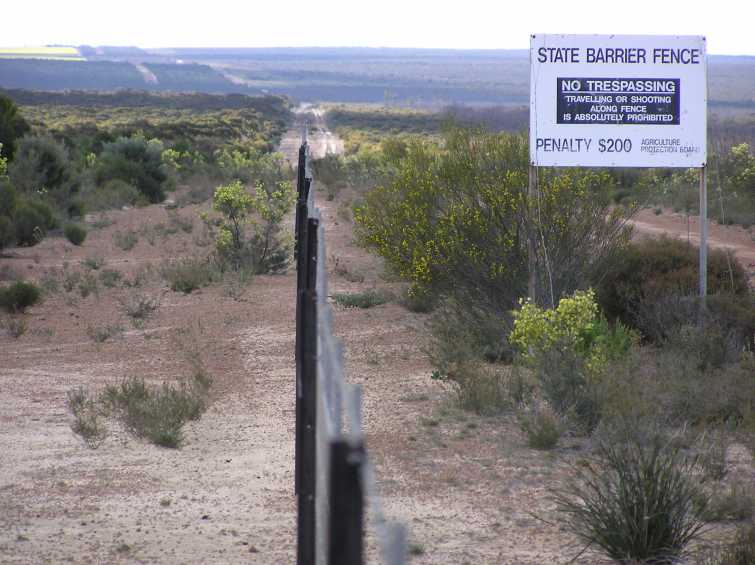
2005年的防兔栅栏

西澳大利亚州立屏障栅栏（英語：State Barrier Fence of Western Australia） 曾被称为防兔栅栏、州害虫栅栏和鸸鹋栅栏，是一条建于1901年至1907年间的防虫栅栏，旨在阻止兔子和其他来自东部的农业害虫进入西澳大利亚的牧区。
西澳大利亚共有三条栅栏：最初的1号栅栏从北向南横穿全州，2号栅栏较短且位于更西侧，3号栅栏最短且呈东西走向。栅栏的建造耗时六年。完工时，防兔栅栏（包括所有三条栅栏）总长3,256（2,023英里）。当时每公里栅栏的建造成本约为250澳元（相当于2018年的$19,000）。
1907年完工时，全长1,833-（1,139-英里）的1号栅栏是世界上最长的不间断栅栏。

## 历史
兔子于1788年由第一舰队引入澳大利亚。 1859年10月，托马斯·奥斯汀从英格兰放生了24只野兔用于狩猎，他认为“引入几只兔子不会造成什么危害，还能增添一些家乡的气息和狩猎的乐趣。”
由于几乎没有天敌，兔子迅速繁殖并蔓延至澳大利亚南部地区。澳大利亚的环境非常适合兔子种群的爆炸性增长，使其成为一种入侵物种。
到1887年，兔子造成的农业损失迫使新南威尔士政府悬赏25,000英镑，以寻求“任何在殖民地内尚未知晓的有效灭兔方法”。 1901年，政府成立了皇家委员会调查此事，并决定建造一条防虫栅栏。

## 建造

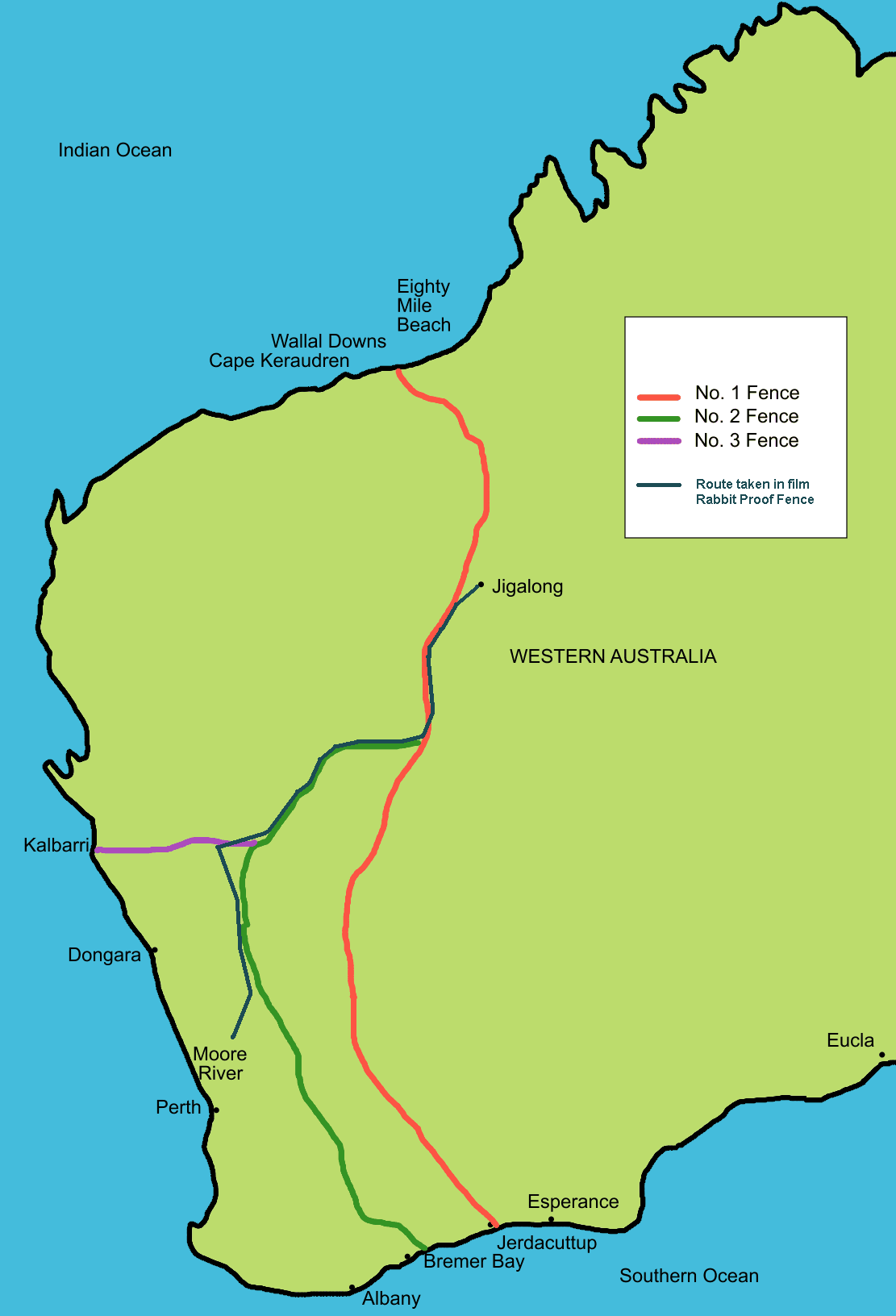
西澳大利亚原始防兔栅栏的路线图

栅栏的立柱间距为12英尺（3.7米），最小直径为4英寸（100 mm）。最初有三根12+1⁄2 规格的铁丝，分别距地面4英寸（102 mm）、1英尺8英寸（0.5米）和3英尺（0.9米），后来在3英尺4英寸（1.02米）处加装了带刺铁丝，并在3英尺7英寸（1.1米）处加装了一根普通铁丝，使栅栏也能阻挡野狗和狐狸。铁丝网延伸至地下6英寸（150 mm）。
栅栏的建造材料因当地气候和木材供应情况而异。最初，栅栏立柱使用鲑鱼胶树和吉姆莱特树，但这些木材容易吸引白蚁，因此需要更换。白胶树是栅栏中使用的最佳木材之一。其他使用的木材包括穆尔加、沃吉尔、本地松和茶树，具体取决于栅栏建造地附近的可用资源。在没有木材的地方使用了铁制立柱。大多数材料需要通过牛车、骡队和骆驼队从铁路终点站和港口运输数百公里。
从1901年起，栅栏由私人承包商建造。1904年，该项目由西澳大利亚公共工程部负责，由理查德·约翰·安克特尔监督。 安克特尔带领120名工人、350头骆驼、210匹马和41头驴，负责1号栅栏大部分的建设以及最后70英里（110）的勘测工作。

## 维护

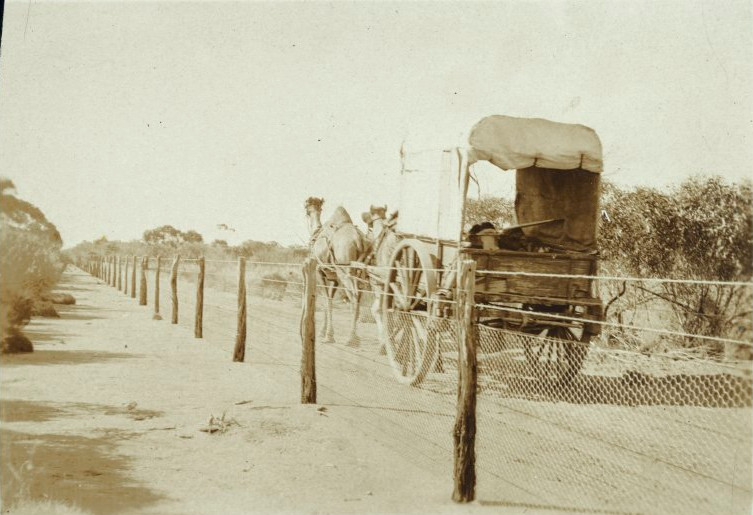
1926年，西澳大利亚1号栅栏100 mi处的边界巡逻队

亚历山大·克劳福德在每段栅栏完工后接替安克特尔负责维护工作；他一直负责到1922年退休。 栅栏西侧的区域被称为“克劳福德的围场”。栅栏最初由骑自行车的边界巡逻员维护，后来改为骑骆驼的巡逻员。然而，从高大的骆驼背上检查栅栏十分困难。1910年，政府购买了一辆汽车用于栅栏检查，但车辆容易爆胎。最终发现，使用两匹骆驼拉动的轻便马车是检查栅栏的最佳方式。
骆驼还被用作驮畜，尤其是在北部地区。在东部，骆驼用于拉动装有巡逻员补给品的马车。骆驼非常适合这项工作，因为它们可以长时间不喝水。它们被认为是栅栏建造和维护的关键。
克劳福德监督四名检查员，每人负责约500英里（800）的栅栏，以及25名边界巡逻员，他们定期巡逻100-英里（160-）的栅栏段。由于西澳大利亚北部的边境暴力事件，1号栅栏的300-英里（480-）段由成对的巡逻员巡逻。
克劳福德还负责消灭突破栅栏的兔子。在栅栏完工后的第一年，栅栏内多个地点发现了兔子群落，所有兔子均被消灭。这些地点包括库鲁、穆莱瓦和北安普顿附近。
随着1950年代粘液瘤病毒用于控制兔子，防兔栅栏的重要性逐渐下降。

## 效果
到1902年，兔子已经出现在最初建造的栅栏线以西。1905年，为了阻止兔子的进一步扩散，建造了2号防兔栅栏。 该栅栏多年来成功阻挡了兔子，以至于政府从未向2号栅栏以西的农民提供兔网贷款计划。两条栅栏之间的农民多年来饱受兔害之苦，直到兔子繁殖成灾并向2号栅栏以西的农业区扩散。
总体而言，作为长期阻挡兔子的屏障，这些栅栏是失败的；甚至在建造过程中，兔子就已经跳入了栅栏本应保护的地区。

## 与铁路系统的交汇
1号栅栏在以下地点与铁路线交汇：
- 东铁路靠近布拉科普平
- 怀阿尔卡特姆：南十字铁路在坎皮恩
- 砂岩支线铁路：安克特尔以西
- 米卡萨拉-威卢纳铁路：在帕鲁

2号栅栏与西澳大利亚大多数小麦带铁路线交汇。

## 澳大利亚其他地区

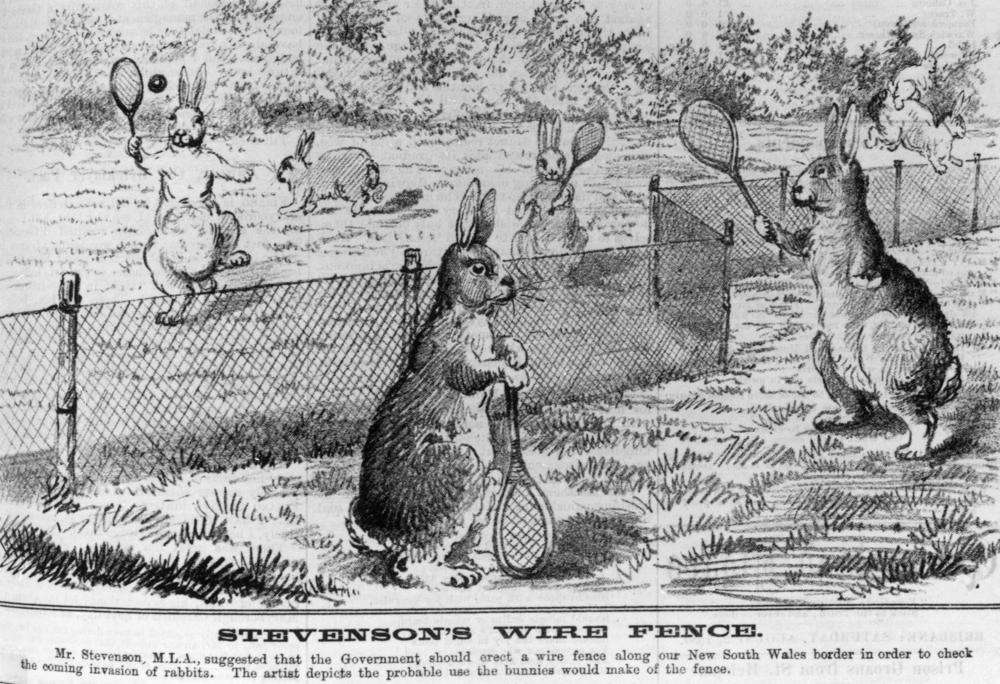
1884年，针对在新南威尔士和昆士兰之间建造防兔栅栏的提议的漫画。
原始标题：“史蒂文森议员建议政府在新南威尔士边境建造铁丝栅栏，以阻止兔子的入侵。艺术家描绘了兔子可能对栅栏的利用。”

达令唐斯-莫顿兔板栅栏是一条沿昆士兰-新南威尔士边界部分延伸的防兔栅栏。

## 文艺作品
1907年，曾参与1号栅栏建设的澳大利亚作家亚瑟·厄普菲尔德开始创作一部小说，探讨在沙漠中处理尸体的方法。在书出版前，作家认识的牧场工人斯诺伊·罗尔斯使用书中描述的方法实施了至少两起谋杀并处理了尸体。
1932年，罗尔斯因谋杀被捕后的审判成为西澳大利亚历史上最轰动的案件之一。几十年后，特里·沃克写了一本关于此案的书，名为《防兔栅栏上的谋杀：亚瑟·厄普菲尔德与斯诺伊·罗尔斯的奇异案件》（1993）。 该事件现被称为默奇森谋杀案。
多丽丝·皮尔金顿·加里马拉的书《跟随防兔栅栏》（1996）描述了三位澳大利亚原住民女孩如何利用栅栏从摩尔河原住民定居点返回吉加隆的家。这些女孩作为被偷走的一代的一部分被从西澳大利亚的家中带走，后来从定居点逃脱。两姐妹通过跟随防兔栅栏，成功步行数百公里回到吉加隆的家人身边。加里马拉是其中一位女孩莫莉的女儿。
电影《防兔栅栏》（2002）基于该书改编。2016年，英国人林赛·科尔从摩尔河定居点出发，沿着栅栏步行1,600（990英里）到达吉加隆。她在2016年9月步行结束时受到了多丽丝·加里马拉的女儿的迎接。